# Wayne Kreklow
Wayne R. Kreklow (ur. 4 stycznia 1957 w Neenah) – amerykański koszykarz, występujący na pozycji rzucającego obrońcy, mistrz NBA z 1981 roku. Po zakończeniu kariery sportowej został trenerem siatkówki, obecnie jest trenerem żeńskiej drużyny akademickiej Uniwersytetu Missouri.
W 1986 roku został trenerem koszykówki z liceum Central Decatur High School w Iowa. W latach 1989–1994 pełnił funkcję asystenta trenera siatkówki, akademickiej drużyny Missouri Tigers. Następnie dołączył do swojej żony w Columbia College, gdzie prowadził drużynę Cougars. W 2000 roku powrócił na uczelnię Missouri, gdzie od 2005 roku jest trenerem głównym. Jego żona Susan została w 2000 roku kierowniczką do spraw siatkówki w tym samym klubie.

## Osiągnięcia
Na podstawie, o ile nie zaznaczono inaczej.

### Koszykarskie
NCAA
- Zaliczony do:
  - honorable mention All-American (1979 przez Associated Press, Basketball Weekly)
  - I składu:
    - All-MVC (1979)
    - dystryktu V (1979 przez BB Writers Assoc., Pizza Hut)

  - II składu All-MVC (1978)
  - III składu All-American dystryktu V (1978 przez BB Coaches Assoc of America)
  - składu Drake's All-Century

NBA
- Mistrz NBA (1981)[1]

### Trenerskie w siatkówce
Drużynowe
- Uczestnik rozgrywek Sweet Sixteen turnieju NCAA (2010)
- Mistrz:
  - turnieju konferencji Southeastern (SEC – 2013, 2016)
  - NAIA (1998, 1999)

Indywidualne
- Trener roku:
  - konferencji SEC (2013)
  - CVU Honorable Mention (2005)
  - American Midwest (1995, 1996, 1999)
  - NAIA Regional (1995, 1996, 1997, 1998, 1999)
  - NAIA (1997, 1998)
- Wybrany do Galerii Sław Sportu Missouri (2016)